# 환경 음향 확장
환경 음향 확장(Environmental audio extensions, 줄여서 EAX)은 크리에이티브 테크놀로지사의 후반 사운드 블라스터 사운드 카드와 크리에이티브 NOMAD/크리에이티브 젠 제품 계열에 존재하는 수많은 디지털 신호 처리 프리셋 집합이다. EAX는 2001년에 A3D(Aureal 3D)를 대체하였다.

## 버전
EAX에는 기능의 수에 따라 수많은 버전이 있다. 아래에는 현재 사용할 수 있는 EAX 버전이 간략히 나열되어 있으며 이전 버전에 대한 추가 기능을 밝힌다.

### EAX 1.0
- 하드웨어적으로 8개 동시 보이스 처리 가능
- 32개의 개별 3차원 보이스
- 환경 효과 프리셋
- 각 채널에 대한 개별 환경 프리셋
- 하드웨어 DSP 렌더링

### EAX 2.0
EAX 2.0은 사운드 블라스터 라이브! 사운드 카드에 쓰였다.
- 하드웨어적으로 32개의 동시 보이스 처리 가능
- 폐쇄 음향 효과
- 물질 고유 반향 변수

### EAX 3.0
EAX 3.0은 사운드 블라스터 오디지 사운드 카드에 쓰였다.
- 하드웨어적으로 64개의 동시 보이스 처리 가능
- 3차원 음향 환경 사이의 부드러움
- 모든 반향 변수에 대한 직접 접근
- 환경 패닝(panning)
- 새로운 반향 엔진
- 새로운 반향 엔진으로부터 AdvancedHD Designation 시작

### EAX 4.0
EAX 4.0은 사운드 블라스터 오디지 2 사운드 카드에 쓰였다.
- 실시간 하드웨어 효과
- 여러 개의 동시 환경
- 효과 (Flange, Echo, Distortion, Ring modulation) 추가

### EAX 5.0
EAX 5.0은 사운드 블라스터 X-Fi 사운드 카드에 쓰였다.
- 하드웨어적으로 128개의 동시 보이스 처리 가능 (각각 최대 4개의 효과 사용 가능)
- EAX 보이스 (마이크 입력 신호 처리)
- EAX PurePath
- 환경 FlexiFX
- EAX MacroFX
- 환경 폐쇄

### 미래
크리에이티브의 OpenAL 1.1 규격에 따르면 EAX는, 개발자 인터페이스로써는 버려진 것으로 여겨진다. 새로운 개발은, EAX의 모든 기능을 포함하며 OpenAL의 전체 프레임워크와 좀 더 잘 연동되는 EFX 인터페이스를 사용해야 한다.

## 같이 보기
- 다이렉트사운드3D
- 돌비 서라운드/돌비 프로 로직/돌비 디지털
- OpenAL